# Roman Zimka
Roman Zimka (ur. 17 listopada 1961 w Krośnie) – polski inżynier i samorządowiec, w latach 1994–2002 prezydent Krosna.

## Życiorys
Syn Juliana (1929–1993) i Jadwigi (1931–2020). Z wykształcenia inżynier, ukończył w 1985 studia na Wydziale Budownictwa Lądowego Politechniki Krakowskiej. Pracował w Przedsiębiorstwie Budownictwa Komunalnego w Krośnie, następnie w latach 1990–1994 w Krośnieńskim Przedsiębiorstwie Budowlanym.
Po wyborach w 1994 rada miejska powołała go na urząd prezydenta Krosna. Utrzymał to stanowisko również po kolejnych wyborach w 1998. W 2002 nie ubiegał się o wybór na tę funkcję, powracając do pracy w zawodzie inżyniera budowlanego.